# Neuenberg (Nümbrecht)
Neuenberg ist ein Ortsteil von Nümbrecht im Oberbergischen Kreis im südlichen Nordrhein-Westfalen innerhalb des Regierungsbezirks Köln.

## Lage und Beschreibung
Der Ort liegt zwischen Marienberghausen im Norden und Herfterath im Süden.
Der Ort liegt in Luftlinie rund 4,1 km westlich vom Ortszentrum von Nümbrecht entfernt.